# Arilcicloesilammine
L'arilcicloesilammina è un composto chimico che appartiene alla classe delle ammine, ed è caratterizzato da un gruppo arilico (un anello aromatico come il benzene) legato a un gruppo ciclico e un gruppo amminico (–NH2). Questi composti sono spesso studiati per le loro proprietà chimiche e possono essere utilizzati in vari ambiti, come la sintesi di farmaci o altre sostanze chimiche.
Il termine "arilcicloesilammina" indica che l'ammina è legata a un ciclo esilico (ovvero un anello contenente atomi di carbonio) e a un gruppo arilico (di solito un anello benzenico o simile).